# Меглюмина натрия сукцинат
Меглюмина натрия сукцинат — дезинтоксикационное средство для инфузионной терапии, оказывает также антигипоксическое и антиоксидантное действие. Выпускается под торговым названием «Реамберин». Меглюмина натрия сукцинат в форме раствора для инфузий входит в перечень жизненно необходимых и важнейших лекарственных препаратов.

## Фармакологическое действие
Реамберин обладает антигипоксическим и антиоксидантным действием, оказывая положительный эффект на аэробные процессы в клетке, уменьшая продукцию свободных радикалов и восстанавливая энергетический потенциал клеток. 
Препарат активирует ферментативные процессы цикла Кребса и способствует утилизации жирных кислот и глюкозы клетками, нормализует кислотно-щелочной баланс и газовый состав крови. Обладает умеренным диуретическим действием. 
При нормальном обеспечении кислородом все питательные вещества подвергаются ряду метаболических превращений, в ходе которых образуется энергия. Из глюкозы образуется пировиноградная кислота, высвобождаются окислительные эквиваленты (НАДН), которые переносятся в матрикс митохондрий и далее включаются в цикл трикарбоновых кислот или цикл Кребса. Выработка энергии зависит от трех взаимосвязанных путей: гликолиза в цитоплазме, цикла Кребса и цепи транспорта электронов в митохондриях. 
Основные реакции биотрансформации питательных веществ, при которых образуется энергия, замыкаются на цикле Кребса или аэробном гликолизе, который тесно связан с окислительным фосфорилированием — самым эффективным способом синтеза АТФ, в результате которого компоненты дыхательной цепи осуществляют перенос электронов. Это постоянно действующий и наиболее эффективный путь энергообразования в клетках всех типов. Сукцинат натрия (янтарная кислота) в организме тесно связан с «производством» энергии, необходимой для обеспечения жизнедеятельности, так как она является продуктом пятой и субстратом шестой реакции в цикле Кребса. Окисление сукцината является необходимым условием каталитического действия любой другой из карбоновых кислот.

## Терапевтическое применение
Инфузионный препарат «Реамберин» применяется в хирургической практике и интенсивной терапии. Врачами он может быть назначен во всех состояниях, сопровождающихся гипоксией и интоксикацией. 

## Показания к применению
Реамберин применяют у взрослых и детей с 1 года в качестве антигипоксического и дезинтоксикационного средства при острых эндогенных и экзогенных интоксикациях различной этиологии. 
Противопоказания к применению: индивидуальная непереносимость, состояние после черепно-мозговой травмы, сопровождающееся отёком головного мозга, острая почечная недостаточность, хроническая болезнь почек (стадия 5, скорость клубочковой фильтрации менее 15 мл/мин), беременность, в период грудного вскармливания.